# Pnitàgores (príncep)
Pnitàgores o Pintàgores (llatí: Pnytagoras, grec antic: Πνυταγόρας) va ser príncep de Salamina de Xipre. Era el fill gran d'Evàgores I, i va donar suport al seu pare en la lluita contra Pèrsia contribuint en els seus èxits. Isòcrates l'elogia extraordinàriament i el situa al mateix nivell que el seu pare. En la conspiració que va posar fi a la vida d'Evàgores, Pnitàgores també va morir, encara que se sospita que va estar involucrat en els plans de l'eunuc Trasideu l'any 374 aC.
El seu nom apareix en diverses formes: Diodor de Sicília i Isòcrates d'Atenes l'anomenen Pitàgores o Protàgores. Teopomp de Quios, Flavi Arrià, Ateneu de Naucratis i Quint Curci Rufus l'anomenen Pnitàgores.